# 赖辛格纳加尔
赖辛格纳加尔（Raisinghnagar），是印度拉贾斯坦邦Ganganagar县的一个城镇。总人口27707（2001年）。

## 人口
该地2001年总人口27707人，其中男性14962人，女性12745人；0—6岁人口4058人，其中男2189人，女1869人；识字率67.67%，其中男性为74.38%，女性为59.80%。